# Цецилія Дінере
Цецилія Робертівна Дінере (латис. Cecīlija Dinere; 25 грудня 1919 року, Краслава — 18 липня 1996, Бат-Ям) — латиська письменниця, поетеса, прозаїк і перекладач. Член СП Латвії.
Мати Лілії Дінере.

## Біографія
Цецилія Дінере народилася в 1919 році. У 1936 році закінчила гімназію. В 1941 році закінчила Резекненський педагогічний . Літературну діяльність почала в 1943 році, будучи радисткою в Радянській Армії. У 1946 році вона вступає в Союз письменників Латвійської РСР. На початку 1990-х років переїхала в Ізраїль, де померла в будинку престарілих.

## Творчість
Перші вірші Цецилії Дінере були опубліковані в 1943 році. У 1947 році видано її перший поетичний збірник. Всього Дінере видала понад 50 книг: серед них збірки поезії «Блискучі крила», «Нам дорогий мир», «Відгуки», «Невидимі мости», «Шлях кульбаб», «Протиріччя»; книги прози «Гість із „Шехеразади“», «Поєдинок дівчат», «Дзеркала»; переклади з Франсуа Війона, Бодлера, Томаса Манна.
Остання з книг — це поетична збірка із творів, що вже публікувались (написаного в Латвії), а також з нового (написаного в Ізраїлі).

### Переклади російською мовою
1. «Маленький рижанин» / Пер. Н. Павлович. — Рига: Латгосиздат, 1951.- 48 с.
2. «Боец за свободу» / Пер. В. Потаповой. — М.: Детгиз, 1954. — 32 с.
3. «Катины игрушки». / Пер. Л. Прозоровского. — Рига: Латгосиздат, 1955 — 16 с.
4. «Речка моя, реченька» / Рига: Латгосиздат, 1962. — С. 196.
5. «Я живу на свете»./ Пер. М. Крупниковой. — Рига: Латгосиздат, 1965. — 96 с.
6. «Скажите доброе слово». Повесть./ Пер. В. Невского. — Рига: Лиесма, 1967. — 184 с.
7. «Человек рядом». Стихи./ Пер. И. Озеровой. — М.: Советский писатель, 1967. — 92 с.
8. «Начало». Повесть. / Пер. Д. Глезера. — Рига, Лиесма, 1976. — 198 с.
9. «Феникс»: Роман / Авториз. пер. с латыш. Д. Глезера; [Худож. Л. Е. Денере]. — М.: Сов. писатель, 1978. — С 238.
10. «Город воображения»: Лирика / Рига, Лиесма, 1979, — С. 111.
11. «Река шумит» / Вступит. статья Р. Б. Адмидиньш. — Рига: Лиесма, 1979, — С. 367.
12. Цецилия Динере, Маргарита Старасте; «Раскрась!» / 3-е изд. — Рига:, Звайгзне, 1980, — С. 36.
13. "Гость из «Шехеразады»: Роман / Перевела с латыш. М. Крупникова, Худож. Л. Динере. — Рига: Лиесма, 1985, — С. 172.
14. "Гость из «Шехеразады»: Роман / Пер. Р. Раджабов. — Душанбе: Адиб, 1988, — С. 154.
15. «Поэма об улитке»: [Для мл. шк. возраста] / Пер. с латыш. Л. Романенко; Худож. Л. Динере. — Рига: Лиесма, 1987. — С. 23.

### Переклади
1. «Франсуа Війон: вірші»; Пров. з фр., авт. вступ. ст. і коммент. Ц. Динере; Худож. Л. Динере. — Рига: Лиесма, 1987. — С. 171.
2. Моріс Карем, «Арлекін»: Вірші для дітей / Упоряд. та пер. з фр. Ц. Динере. — Рига: Лиесма, 1984. — 48 С..
3. Фазліддін Мухаммадиев, «Подорож на той світ»: [Оповідання] / Пер. з рос. Ц. Динере. — 2-е вид. — Рига: Лиесма, 1982. — 220 С..
4. Василь Ледков, «Мати тундра»: Вірші / Пер. з рос. Ц. Динере, Р. Вента; упоряд. Р. Вента. — Рига: Лиесма, 1980. — С. 86.

### Журнальні публікації
1. [вірші] — стор. 142—143 / Ц. Динере (пер. з латиш. В. Авраменко), журнал «Байкал» 1963 р. N 3 (травень—червень).
2. [вірші] — стор. 77-81 / Ц. Динере (пер. з латиш. А. Кобринський), журнал «Даугава» 6/96 (листопад—грудень).